# Tim Kramer
Tim Kramer (* 5. September 1995) ist ein Schweizer Unihockeyspieler, welcher beim Nationalliga-A-Verein SV Wiler-Ersigen unter Vertrag steht.

## Karriere
Kramer wechselte über Unihockey Leimental in den Nachwuchs von Floorball Köniz. 2015 debütierte Kramer mit Unihockey Basel Regio in der Nationalliga B.
2020 wechselte Kramer zum Nationalliga-A-Vertreter Zug United. Nach einer Saison wurde Kramer an den Ligakonkurrenten SV Wiler-Ersigen verliehen. Nach dem Abgang von Martin Menétrey bildet er beim SV Wiler-Ersigen zusammen mit Yanick Flury das Torhüterduo. Nach seinem ersten Einsatz im Superfinale 2022, wurde der Vertrag mit dem SV Wiler-Ersigen verlängert.